# 伊藤安那
伊藤 安那（いとう あんな、1988年3月24日 - ）は、愛知県名古屋市出身の舞台女優、声優。文学座所属 桜美林大学総合文化学群卒業。

## 概要
大学の同級生に山本卓卓（劇団範宙遊泳主宰）、北尾亘（ダンスカンパニーBaobab主宰）、日本人として初めてフランスの国立高等演劇学校の俳優セクションに合格し、ディプロマを取得した俳優 竹中香子などがいる。2009年 文学座付属演劇研究所入所、2014年 座員、現在に至る。

## 主な出演作品

### 舞台

#### 2012年
- 初舞台『月の岬』（Pカンパニー）：シアターグリーン BOXinBOXシアター

- 『エゲリア』(文学座本公演)：吉祥寺シアター

#### 2013年
- 『今ひとたびの修羅』(シスカンパニー)：新国立劇場中劇場

#### 2014年
- 『新版 天守物語』：フェスティバルホール　オーチャードホール
- 『ハムレット』（シェイクスピアシアター）：俳優座劇場

#### 2015年
- 『ロミオとジュリエット』(シェイクスピアシアター)：俳優座劇場

#### 2016年
- 『新版 現代能 安倍晴明』：フェスティバルホール

- 『夏の夜の夢』(シェイクスピアシアター)：俳優座劇場

- 『間違いの喜劇』(シェイクスピアシアター)：俳優座劇場

#### 2017年
- 『その人を知らず』(新劇交流プロジェクト)：あうるすぽっと

#### 2018年
- 『近松心中物語』(シスカンパニー)：新国立劇場中劇場

2019年
- 『ダウトー疑いをめぐる寓話ー』：下北沢・小劇場B1

2020年
- 『歳月/動員挿話』：文学座アトリエ（動員挿話に出演）
- 『獣の時間』：下北沢・小劇場B1

2021年
- 『昭和虞美人草』：文学座アトリエ

### 吹き替え

#### 2017年
- 『アート・オブ・モア 美と欲望の果て シーズン2』
- 『THE 100/ハンドレッド シーズン4』

### CM

#### 2018年
- キリンビール「キリン一番搾り生ビール　「堤真一　天ぷら屋の店主・かきあげ」篇」

### TV
2020年
- 『先人たちの底力 知恵泉「創業者夫婦に学ぶワン・チームの作り方 源頼朝～夫・妻編～」』(北条政子役)Eテレ

### MV
2019年
- 『花を飾ろう』

### 映像プロデュース作品
2020年
- 『TAIDAN』